# Expresul polar
Expresul polar (engleză The Polar Express) este un film fantastic din 2004 generat de computer bazat pe cartea pentru copii cu același nume de Chris Van Allsburg. Filmul a fost produs de Castle Rock Entertainment în asociație cu Shangri-La Entertainment, ImageMovers, Playtone și Golden Mean, pentru Warner Bros. Acesta a fost realizat pe 21 octombrie, 2004 în Chicago și pe 10 noiembrie, 2004 în Statele Unite. Premiera în România a fost pe 24 decembrie, 2012 în Ajunul Crăciunului pe Cartoon Network dublat în limba română și pe Prima TV subtitrat în limba română.

## Premise
Există sau nu Moș Crăciun? Pentru un băiețel la vârsta acestei întrebări esențiale se pregătește un eveniment cu totul și cu totul neobișnuit. Târziu, în noaptea de Ajun, el stă cuminte în pat sperând să audă zurgălăii saniei trase de reni a Moșului. Spre surpriza lui, chiar în dreptul ferestrei dormitorului oprește și țiuie asurzitor un tren. Un tren cu locomotivă cu aburi al cărui conductor îl invită în călătoria vieții lui. O călătorie la Polul Nord, în casa prietenului copiilor, în universul celui dintâi fabricant de jucării al lumii. Acasă la Moș Crăciun.   
Povestea imaginată de scriitorul Chris Van Allsburg într-una dintre cele mai savuroase cărți pentru copii și preluată pentru ecrane de regizorul Robert Zemeckis, spune istoria lui Hero Boy și a uneia dintre nopțile de Crăciun ale copilăriei sale. Într-un mod cât se poate de autentic, este de fapt istoria unei posibile nopți de Crăciun din copilăria oricăruia dintre noi.
Hero Boy nu crede în Moș Crăciun și nici în miracole. Dar la invitația neobișnuitului conductor de tren (vocea lui Tom Hanks), el urcă în Polar Express unde îi cunoaște pe Hero Girl, o tânără domnișoară mulatră care îi devine prietenă, pe Lonely Boy, un singuratic cum îi zice și numele, și pe Know-it-All (Le-știe-pe-toate), unul dintre acei copii care au răspunsuri la aproximativ toate întrebările care îți pot trece prin cap. 
În felul lor, și din diverse pricini, cu toții se îndoiesc de existența lui Moș Crăciun. De altfel, acesta și este motivul prezenței lor în tren: li se dă șansa să vadă ca să poată crede.
Cei patru și însoțitorul lor devin personajele principale ale unei călătorii la care visează orice copil, un drum la capătul căruia se deschid porțile unui univers cu totul special, lumea guvernată de Moș Crăciun. Aventura care începe, întrece orice imaginație.
Cu toate șansele de a deveni un clasic al cinematografiei, The Polar Express evită capcana mai tuturor filmelor de gen, aceea de a pica în tentația dulcegăriei. 
"Viziunea lui Zemeckis" - care a făcut deja istorie cu Tom Hanks și "Forrest Gump" - aproape că-ți dă fiori prin felul paradoxal în care lucrurile, deși animate, sunt totuși extrem de verosimile (filmul a inventat tehnica performance capture, cu ajutorul cărei mișcările actorilor adevărați sunt captate și transferate personajelor animate) . El combină creativ straturile realității cu cele ale efectelor speciale, aducând pe ecrane personaje și spații imaginare provocatoare prin faptul că uneori sunt de-a dreptul înspăimântătoare. Efecte vizuale superbe, dublate de actorie excepțională. Un film de animație cu adevărat plin de viață. E toată lumea la bord? Nu contează unde merge trenul. Ceea ce contează este să te urci în el.

## Dublajul în limba română
- Carina Marin - Hero Boy
- Răzvan Vicoveanu - Tata
- Gabriela Codrea - Mama
- Iulia Tohotan - Sarah
- Sorin Ionescu - Conductorul
- Anca Sigmirean - Hero Girl
- Paul Zurbău - Know-it-All
- Olivia Fodor - Billy
- Ion Abrudan - Moș Crăciun

## Legături externe
- Site web oficial
- Expresul polar la Internet Movie Database
- Expresul polar la Rotten Tomatoes
- Expresul polar la Box Office Mojo